# Fred Albert Shannon
Fred Albert Shannon (Sedalia, 12 febbraio 1893 – 4 febbraio 1963) è stato uno storico statunitense e vincitore del Premio Pulitzer.
Fu autore di numerose pubblicazioni relative alla storia americana e ottenne il premio Pulitzer per la storia grazie all'opera in due volumi The Organization and Administration of the Union Army, 1861-1865 sulla storia dell'esercito dell'Unione, il reclutamento e l'arruolamento durante la Guerra di secessione americana.